# Hugo Campos
Hugo Campos foi um político brasileiro do estado de Minas Gerais. Foi deputado estadual de Minas Gerais durante a 10ª legislatura (1983 - 1987), pelo PMDB.